# Heaven Knows, Mr. Allison
Heaven Knows, Mr. Allison is een Amerikaanse dramafilm uit 1957 onder regie van John Huston. De film is gebaseerd op de gelijknamige roman uit 1952 van de Australische auteur Charles Shaw.

## Verhaal
Een Amerikaanse korporaal dobbert tijdens de Tweede Wereldoorlog in een rubberboot over de Grote Oceaan. Hij strandt op een eiland. De enige andere mens daar is een non. Al snel komen er Japanners om het eiland te bombarderen en te bezetten.

## Rolverdeling
| Acteur            | Personage         |
| ----------------- | ----------------- |
| Deborah Kerr      | Zuster Angela     |
| Robert Mitchum    | Korporaal Allison |
| Fusamoto Takasimi | Japanner          |
| Noboru Yoshida    | Japanner          |